# Geraldo Eulálio do Nascimento e Silva
Geraldo Eulálio do Nascimento e Silva (* 18. Februar 1917 in Paris; † 5. Juli 2003 in Rio de Janeiro) war ein brasilianischer Diplomat.

## Leben
Geraldo Eulálio do Nascimento e Silva war der Sohn von Margery do Nascimento e Silva und Joaquim Eulálio do Nascimento e Silva sowie der Bruder von Leonardo Eulálio do Nascimento e Silva. Er absolvierte ein Studium der Rechtswissenschaften in London und an der Universität in Rio de Janeiro, das er 1942 abschloss. Im gleichen Jahr trat er in den Dienst des Außenministeriums ein. Er besuchte Kurse in diplomatischer und brasilianischer Geschichte am Rio-Branco-Institut.
Von 1963 bis 1964 war Nascimento e Silva Geschäftsträger in London. Von 24. Juni 1965 bis 4. Dezember 1967 war er Botschafter in Santo Domingo. 
Von November 1969 bis Juli 1972 amtierte er als Direktor des Rio-Branco-Instituts.
Ab 17. August 1975 war Nascimento e Silva Botschafter in Bogotá, wo ihm am 27. Februar 1980 vom Movimiento 19 de Abril während einer Besetzung der Botschaft der Dominikanischen Republik zweimal in ein Bein geschossen wurde und er nach 61 Tagen als Geisel von seinem Posten abberufen wurde. Von 1981 bis 1984 war er Botschafter in Wien.
Als Rechtswissenschaftler spezialisierte sich Nascimento e Silva auf internationales Recht. Er lehrte als Professor an verschiedenen Institutionen, hielt Vorträge im Ausland und veröffentlichte eine Reihe von Artikeln und Büchern, u. a. einen in mehreren Auflagen erschienenen Kommentar zum Wiener Übereinkommen über diplomatische Beziehungen. Er war Präsident der Sociedade Brasileira de Direito Internacionais (Brasilianische Gesellschaft für Völkerrecht) und der Associação Brasileira de Direito Nuclear (Brasilianische Vereinigung für Nuklearrecht). Er erhielt unter anderem den Rio-Branco-Orden, wurde zum Großoffizier des Ordens des heiligen Jakob vom Schwert und Knight Commander des Order of St. Michael and St. George ernannt. 1969 wurde er zum Ehrenmitglied der Instituto Histórico e Geográfico Brasileiro gewählt.